# جنسیس موتور
جِنِسیس موتور، (به کره‌ای: 제네시스، Jenesiseu) شرکت خودروسازی کره‌ای است که در زمینهٔ تولید خودروهای لوکس فعالیت می‌کند. شرکت هیوندای در ۲۰۰۹ نخستین جنسیس را روانهٔ بازار کرد این خودروساز توانست خودرویی با امکانات فراوان و بهایی درخور ارائه دهد.
این‌شرکت در سال ۲۰۱۵ توسط شرکت خودروسازی هیوندای موتور در شهر سئول، کره جنوبی پایه گذاشته شد و یکی از شرکت‌های زیرمجموعهٔ گروه هیوندای است.
هیوندای این شرکت را برای رقابت با شرکت‌های خودروسازی لکسوس، آلفا رومئو، آکورا و اینفینیتی پایه گذاشت.

## محصولات
| تصویر           | خودرو        | سال عرضه | نسل کنونی | مدل پیشین      |
| --------------- | ------------ | -------- | --------- | -------------- |
| سدان            |              |          |           |                |
|                 | جنسیس جی۷۰   | ۲۰۱۷     | ۱         |                |
|                 | جنسیس جی۸۰   | ۲۰۱۶     | ۲         | هیوندای جنسیس  |
|                 | جنسیس جی۹۰   | ۲۰۱۵     | ۱         | هیوندای ایکوئس |
| اس‌یووی/کراس‌اوور |              |          |           |                |
|                 | جنسیس جی‌وی۷۰ | ۲۰۲۰     | ۱         |                |
|                 | جنسیس جی‌وی۸۰ | ۲۰۲۰     | ۱         |                |